# USS S-46 (SS-157)
W treści tego artykułu od 2018-08 występują prawdopodobnie wyrażenia zwodnicze, co nie jest zgodne z zasadami przyjętymi w Wikipedii.
Dokładniejsze informacje o tym, co należy poprawić, być może znajdują się w dyskusji tego artykułu.
 Po wyeliminowaniu niedoskonałości należy usunąć szablon [[Szablon:Dopracować|]] z tego artykułu.
USS S-46 (SS-157) – amerykański jednokadłubowy okręt podwodny o wyporności podwodnej 1126 ton typu S-42, uchodzącego za najlepszy typ okrętów serii S. Zwodowany został 11 września 1923 roku w stoczni Quincy Shipbuilding, do służby zaś w marynarce amerykańskiej wszedł 5 czerwca 1925, gdzie służył do wycofania z użytku 2 listopada 1945 roku.